# Thierry des Ouches
 (mai 2025).
Thierry des Ouches, né le 3 septembre 1958 à Paris, est un photographe français.

## Biographie
Photographe autodidacte, Thierry des Ouches se met à son compte à l'âge de 20 ans. Très rapidement, il collabore régulièrement avec des agences de publicité. Il obtient pour les campagnes qu’il réalise de nombreux prix, notamment au Festival de Cannes en 1993 pour la campagne Les Adieux de la 4L commandée par l'agence Publicis.
En 1995, il publie son premier livre, Requiem, préfacé par Jeanloup Sieff. Depuis, il est l’auteur de plusieurs ouvrages, parmi lesquels : Vaches (1997), préfacé par Elliott Erwitt, Femmes (1999), France (2000), préfacé par Philippe Delerm, Dans mon parking, il y a des anges… (2002), Les Animaux de la ferme (2006)…
En 2000, la Bibliothèque nationale de France (BNF), à l’occasion du livre France, lui consacre une exposition et une partie de son œuvre entre dans les collections permanentes de la BNF.
Thierry des Ouches expose régulièrement tant dans des musées ou institutions que dans des lieux plus insolites (en particulier des photos en grand format) et notamment en extérieur, comme à Paris sur la place Vendôme en 2004 pour son exposition Vaches, sur l’esplanade des Invalides en 2006 ou au château de Chambord en 2008 pour son exposition Les Animaux de la ferme.
Une exposition rétrospective est réalisée par la conservation des musées de la Vendée à l’occasion de la sortie du livre Thierry des Ouches, 35 ans de photographie en 2010.
L'hôtel Atmosphères, 31 rue des Écoles à Paris, hôtel galerie, lui consacre depuis 2012, une exposition permanente de 112 tirages originaux sur le thème de Paris.